# Matina Razafimahefa
 (novembre 2024).
Matina Razafimahefa est une entrepreneuse franco-malgache née en Côte d'Ivoire. Elle est surtout connue pour avoir fondé Sayna, une entreprise éducative novatrice, à l'âge de 19 ans.

## Biographie

### Jeunesse et éducation
Née en Côte d'Ivoire, Matina a passé une partie de son enfance à Madagascar avant de s'installer en France. Elle a poursuivi ses études à La Sorbonne, où elle a lancé avec sa mère l'initiative entrepreneuriale Sayna en 2018.

### Carrière
En 2018, à l'âge de 19 ans, Matina a co-fondé Sayna, une entreprise éducative pionnière dont la mission est d'améliorer les perspectives d'emploi des jeunes malgaches grâce à la formation numérique. Sayna propose une plateforme en ligne offrant une formation gamifiée, conçue sous la forme d'un jeu vidéo interactif, sur une période de trois à six mois.
Avec des investissements provenant de Launch Africa Ventures, Orange Ventures et du club d'investisseurs malgaches (MAIC), Sayna a réussi à lever 600 000 dollars pour soutenir son expansion et son impact social.

### Reconnaissances
En reconnaissance de son engagement et de son innovation, Matina a été honorée du titre de "Meilleure entrepreneure sociale" à l'âge de 20 ans, lors d'un concours organisé par l'Organisation internationale de la francophonie en partenariat avec Incubons.

### Contributions sociales
Grâce à Sayna, plus de 150 jeunes ont bénéficié d'une formation en développement numérique et ont trouvé des emplois rémunérés, contribuant ainsi à l'amélioration des perspectives économiques de Madagascar.

### Médiatisation
Matina a été interviewée par des médias internationaux tels que France 24 et Les Echos Start, où elle partage sa vision et son parcours entrepreneurial. Ses interviews sont largement diffusées sur diverses plateformes en ligne, notamment YouTube.

### Engagements personnels
En plus de son travail entrepreneurial, Matina est passionnée de tennis et aspire à former 12 000 développeurs sur le continent africain dans les années à venir, démontrant ainsi son engagement envers le développement de compétences numériques en Afrique. Matina continue de jouer un rôle essentiel dans la promotion de l'éducation numérique et de l'entrepreneuriat social à Madagascar, incarnant un modèle inspirant pour les jeunes aspirants à l'innovation et au changement dans la région.